# Helena Zengel
Helena Zengel (pronunciación en alemán: /ˈhɛlena ˈtsɛŋl̩/; Berlín, 10 de junio de 2008) es una actriz alemana.  Es conocida por sus papeles en las películas System Crasher (2019) y News of the World (2020).

## Primeros años de vida
Zengel nació y creció en Berlín, Alemania, y comenzó su carrera como actriz a la edad de cinco años en un videoclip para el grupo berlinés de rock alternativo Abby.

## Carrera
Su primer papel principal en una película, a la edad de ocho años, fue en una película dramática, Die Tochter (La hija), que se proyectó en la Berlinale 2017.   También tuvo pequeños papeles en dos episodios de una serie de televisión alemana, Die Spezialisten – Im Namen der Opfer (Los especialistas, en nombre de las víctimas).
En la película dramática System Crasher (Systemsprenger), escrita y dirigida por Nora Fingscheidt, estrenada en febrero de 2019 en la Berlinale, Zengel interpreta el papel principal de "Benni", una niña de nueve años agresiva y traumatizada.  En abril de 2020 ganó el Premio del Cine Alemán a la mejor actriz. Después de que System Crasher ganara varios premios internacionales, Zengel fue elegida por Universal Pictures para desempeñar un papel principal el wéstern estadounidense News of the World, dirigida por el director de cine británico Paul Greengrass, que fue su primera película internacional. En esta adaptación de la novela homónima de 2016 de la escritora canadiense-estadounidense Paulette Jiles, protagonizada por Tom Hanks como el capitán Jefferson Kidd, Zengel interpreta a una niña alemana huérfana de 10 años llamada Johanna Leonberger que fue criada por los Kiowa; la mayor parte de su actuación es en idioma kiowa   Por su actuación, Zengel recibió nominaciones para un Globo de Oro a la mejor actriz de reparto y un Premio del Sindicato de Actores a la mejor actriz de reparto.   Zengel también se dobló a sí misma en las versiones italiana,  alemana,  francesa  y española; el doblaje se limita a las líneas que habló en inglés.
En 2021, Zengel apareció como Nina Cutter en A Christmas Number One junto a Freida Pinto e Iwan Rheon, una comedia romántica sobre una joven que intenta salvar a su tío de sí mismo antes de sucumbir a una enfermedad terminal. La película fue dirigida por Chris Cottam y escrita por Robert Chandler, Keiron Self y Giles New. Presenta actuaciones de los artistas ficticios, 5 Together, Scurve y Ranelle Spear.
En 2023, Zengel protagonizó la película de aventuras fantásticas de A24 The Legend of Ochi actuando junto a Willem Dafoe. 

## Filmografía

### Películas
| Año  | Título                            | Papel                    | Notas                                 |
| ---- | --------------------------------- | ------------------------ | ------------------------------------- |
| 2014 | Spreewaldkrimi: Mörderische Hitze | Johanna                  | Película de televisión                |
| 2016 | Looping                           | Lilly                    |                                       |
| 2017 | Die Tochter                       | Luca                     |                                       |
| 2019 | System Crasher                    | Bernadette “Benni” Klaaß |                                       |
| 2020 | News of the World                 | Johanna Leonberger       | Papel principal, debut internacional. |
| 2021 | Una Navidad número uno            | Nina Cutter              |                                       |
| 2025 | The Legend of Ochi                | Yuri                     | Rol principal                         |

### Televisión
| Año  | Título                                   | Papel        | Notas                                    |
| ---- | ---------------------------------------- | ------------ | ---------------------------------------- |
| 2016 | Die Spezialisten – Im Namen der Opfer    | Anja Rothman | Episodio El poder de las flores          |
| 2017 | Die Spezialisten – Im Namen der Opfer    | Lily Weyer   | Episodio Verano de verano                |
| 2017 | Der gute Bulle                           | Fabienne     | Película de televisión                   |
| 2019 | Inga Lindström: Familienfest in Sommerby | Mila         | Película de televisión                   |
| 2023 | Terapia                                  | Josy Larenz  | Serie de televisión (Amazon Prime Video) |

## Premios y nominaciones
| Año  | Premio                                         | Categoría                                   | Obra              | Resultado | Referencia |
| ---- | ---------------------------------------------- | ------------------------------------------- | ----------------- | --------- | ---------- |
| 2020 | Chicago Film Critics Association               | Most Promising Performer                    | News of the World | Nominada  | [ 13 ]     |
| 2021 | Alliance of Women Film Journalists             | Best Women's Breakthrough Performance       | News of the World | Nominada  | [ 14 ]     |
| 2021 | Austin Film Critics Association                | Best Supporting Actress                     | News of the World | Nominada  | [ 15 ]     |
| 2021 | Critics' Choice Movie Awards                   | Best Young Performer                        | News of the World | Nominada  | [ 16 ]     |
| 2021 | Dallas–Fort Worth Film Critics Association     | Best Supporting Actress                     | News of the World | Tercera   | [ 17 ]     |
| 2021 | Georgia Film Critics Association               | Breakthrough Award                          | News of the World | Nominada  | [ 18 ]     |
| 2021 | Golden Globe Awards                            | Best Supporting Actress in a Motion Picture | News of the World | Nominada  | [ 19 ]     |
| 2021 | Hawaii Film Critics Society                    | Best Supporting Actress                     | News of the World | Nominada  | [ 20 ]     |
| 2021 | Online Film and Television Association         | Best Youth Performance                      | News of the World | Finalista | [ 21 ]     |
| 2021 | Phoenix Critics Circle                         | Best Supporting Actress                     | News of the World | Nominada  | [ 22 ]     |
| 2021 | Phoenix Film Critics Society                   | Best Performance by a Youth                 | News of the World | Ganadora  | [ 23 ]     |
| 2021 | Satellite Awards                               | Best Supporting Actress in a Motion Picture | News of the World | Nominada  | [ 24 ]     |
| 2021 | Screen Actors Guild Awards                     | Outstanding Actress in a Supporting Role    | News of the World | Nominada  |            |
| 2021 | Seattle Film Critics Society                   | Best Youth Performance                      | News of the World | Nominada  | [ 25 ]     |
| 2021 | Washington D. C. Area Film Critics Association | Best Youth Performance                      | News of the World | Nominada  | [ 26 ]     |